# Matsuda Kosuke (cầu thủ bóng đá, sinh 1991)
Matsuda Kosuke (松田 康佑 Matsuda Kosuke, sinh ngày 23 tháng 4 năm 1991 ở Shiga) là một cầu thủ bóng đá người Nhật Bản. Trước đó anh từng thi đấu ở giải S.League của Singapore cho Albirex Niigata FC (Singapore).
Kosuke ban đầu thi đấu ở vị trí tiền vệ trung tâm, có thể đảm nhiệm vị trí cánh nếu cần.

## Thống kê sự nghiệp câu lạc bộ
Cập nhật gần đây nhất: 23 tháng 12 năm 2014
| Singapore           | Singapore           | Singapore           | Singapore    | Singapore    | Singapore             | Singapore             | Singapore     | Singapore     | Singapore | Singapore |
| Câu lạc bộ          | Mùa giải            | Giải vô địch        | Giải vô địch | Giải vô địch | Cúp bóng đá Singapore | Cúp bóng đá Singapore | Cúp Liên đoàn | Cúp Liên đoàn | Tổng      | Tổng      |
| Câu lạc bộ          | Mùa giải            | Hạng đấu            | Số trận      | Bàn thắng    | Số trận               | Bàn thắng             | Số trận       | Bàn thắng     | Số trận   | Bàn thắng |
| ------------------- | ------------------- | ------------------- | ------------ | ------------ | --------------------- | --------------------- | ------------- | ------------- | --------- | --------- |
| Albirex Niigata (S) | 2014                | S.League            | 27           | 1            | 3                     | 0                     | 3             | 0             | 33        | 1         |
| Tổng cộng sự nghiệp | Tổng cộng sự nghiệp | Tổng cộng sự nghiệp | 27           | 1            | 3                     | 0                     | 3             | 0             | 33        | 1         |